# Миодраг Ракић
Миодраг Мики Ракић (Житорађа, 31. јануар 1975 — Београд, 13. мај 2014 био је српски политичар, шеф кабинета председника Републике Бориса Тадића (2004—2012), потпредседник Демократска странка и један од оснивача Нове демократске странке.

## Биографија и каријера
Рођен је у Житорађи 1975. године. Рођен је у породици медицинских радника. Од детињства је живео у Београду, где је дипломирао право на Универзитету у Београду. У политици је важио за „мрачну”, али утицајну личност, која се ретко појављивала у јавности, те за битну фигуру у политици Србије.
Био је члан Демократске странке од 1996. године, а њен потпредседник од новембра 2012. до јануара 2014. године. Био је први на листи  Нове демократске странке - Зелени Бориса Тадића на парламентарним изборима 2014. године. Имао је кључну улогу у историјском помирењу ДС-а и Социјалистичке партије Србије, кључну улогу у формирању Српске напредне странке и НДС-а и био близак пријатељ Александра Вучића, који је у другој странци. Имао је кључну улогу у хапшењу Ратка Младића и Дарка Шарића.
Преминуо је од рака на Војномедицинској академијиу Београду, на коју је примљен 18. априла, након што му се здравствено стање нагло погоршало. Имао је жену и сина. Сахрањен је у Алеји заслужних грађана на Новом гробљу.